# Bardissa
|  | No s'ha de confondre amb tanca vegetal. |

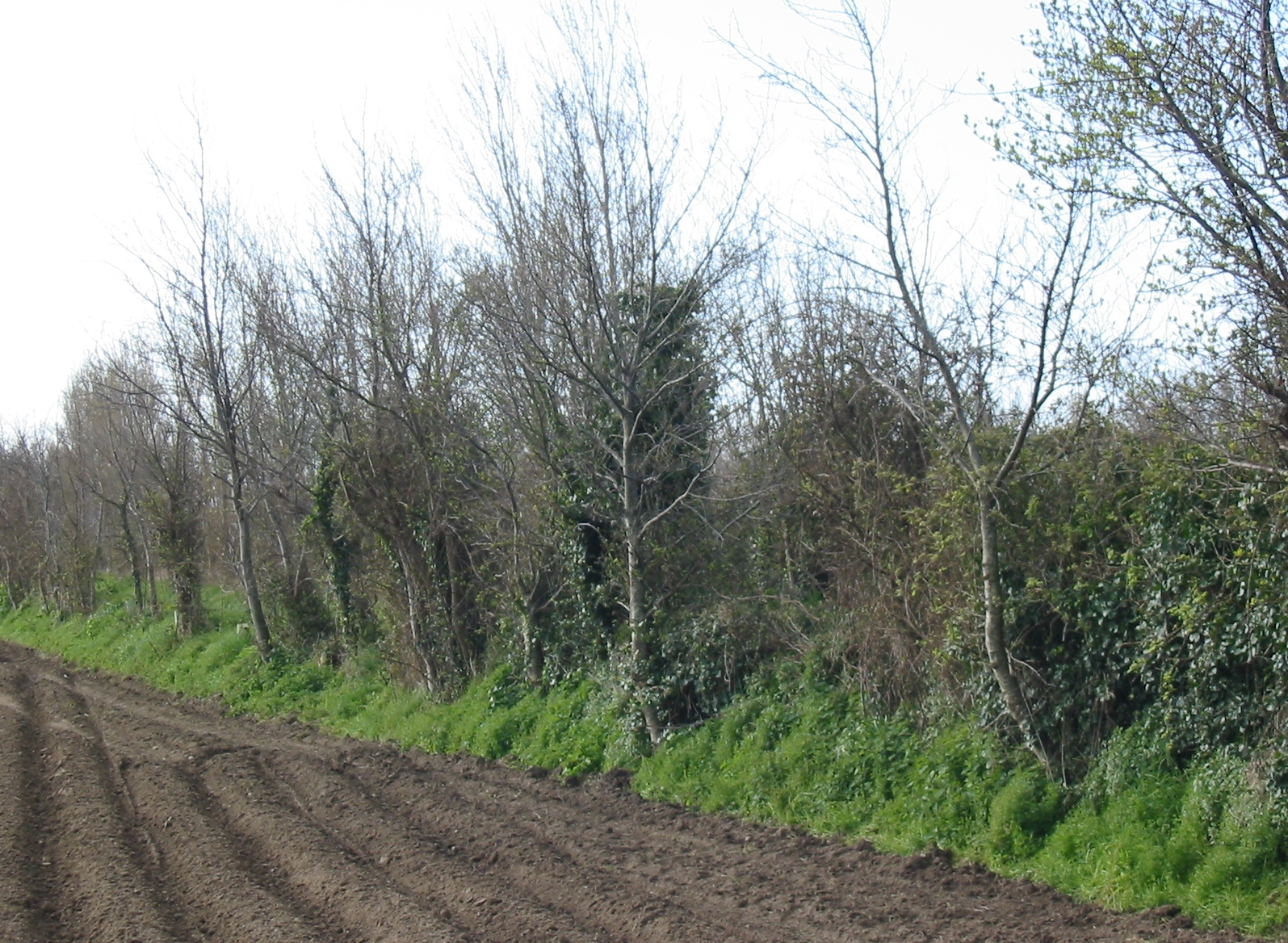
Bardissa

Una bardissa o un barder és una associació vegetal conformada per arbustos, mates o lianes o totes dues coses alhora, tupida sovint impenetrable i amb un més gran desenvolupament vertical que el matollar. Als Països Catalans són habitualment presents espècies com els esbarzers, l'aranyoner, la vidalba, l'heura, l'arítjol o el roser silvestre. Les bardisses se solen desenvolupar en rieres i recs i en les llindes de finques agrícoles. Tanmateix hom denomina bardissa aquelles barreres o tanques fetes amb arbres o arbustos. Aquestes tanques generalment estan disposades als límits de parcel·les per a establir la separació de les propietats o la protecció contra la intrusió.

## Galeria

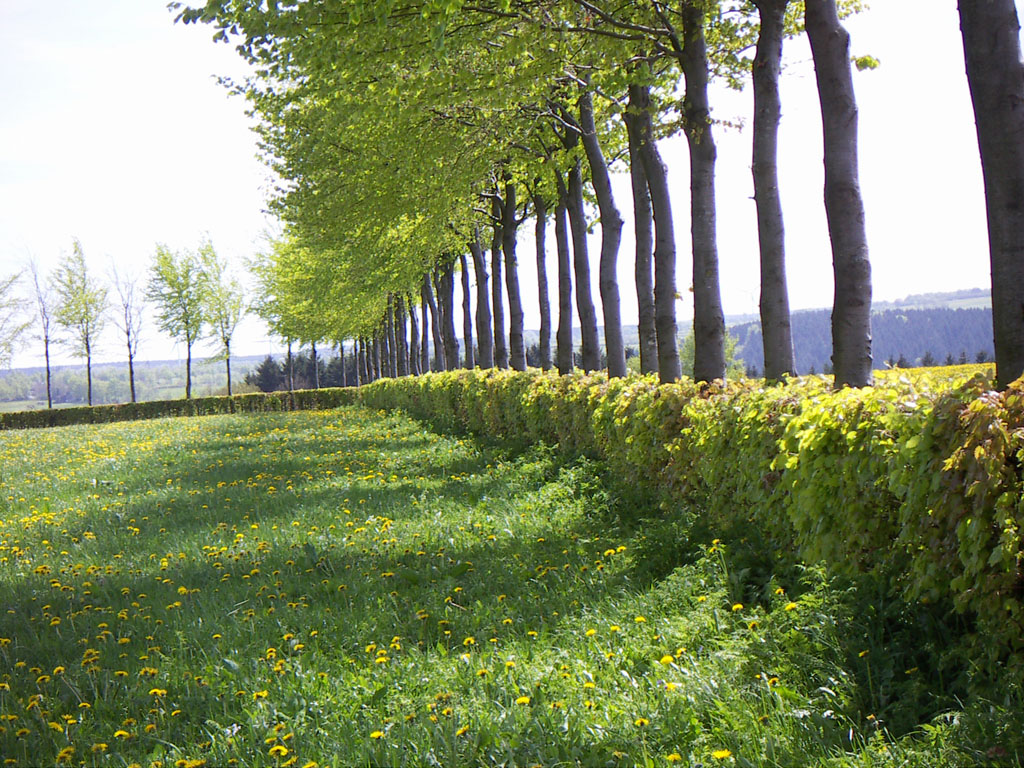
Bardissa constituïda com a tanca
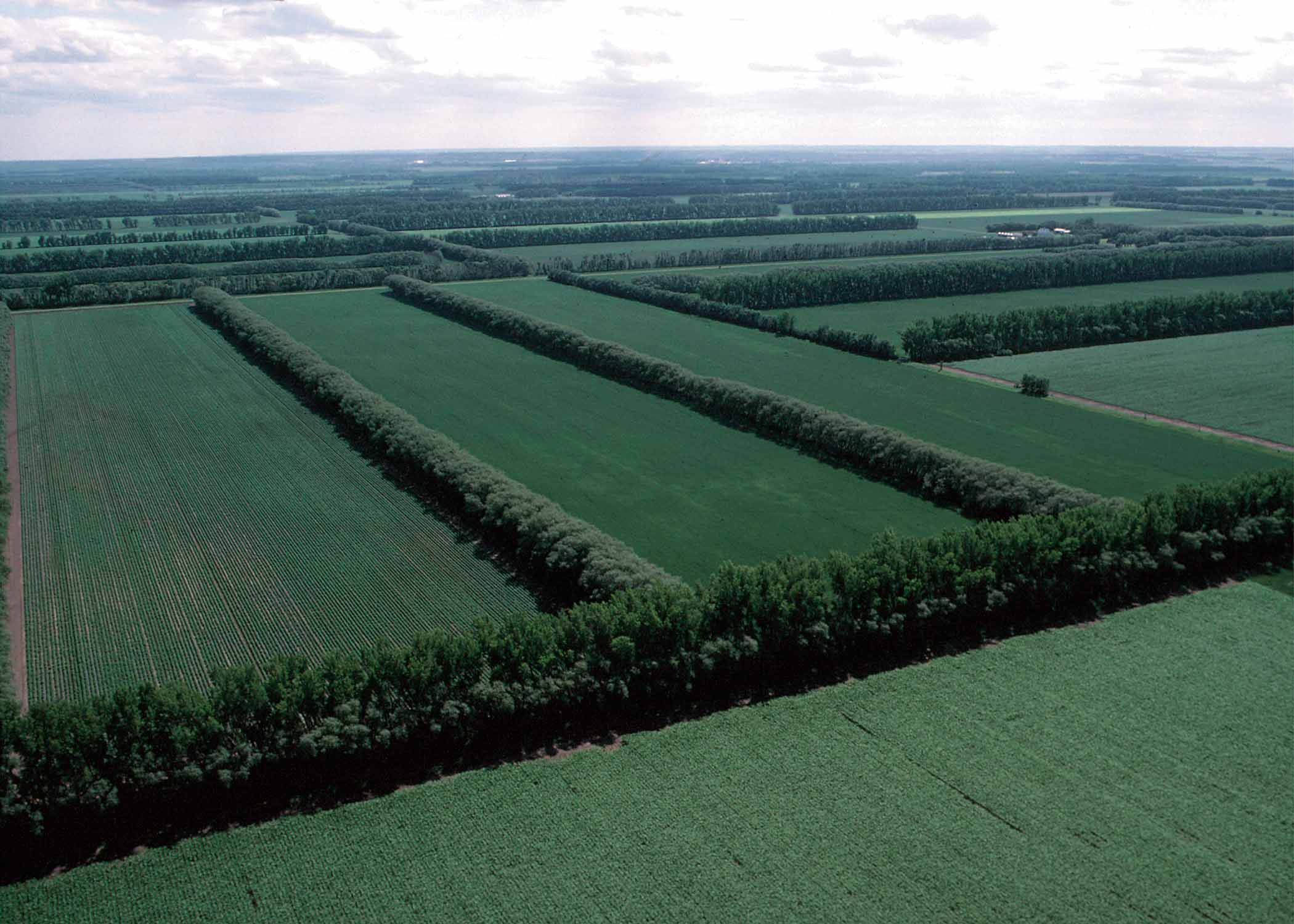
Bardisses en camps